# Amphixystis polystrigella
Amphixystis polystrigella är en fjärilsart som beskrevs av Legrand 1965. Amphixystis polystrigella ingår i släktet Amphixystis och familjen äkta malar.
Artens utbredningsområde är Seychellerna. Inga underarter finns listade i Catalogue of Life.